# Silnice II/344
Silnice II/344 je silnice II. třídy, která vede z Havlíčkova Brodu do obce Hodonín v okrese Chrudim. Silnice je dlouhá 36,5 km, prochází dvěma kraji a dvěma okresy.

## Vedení silnice

### Kraj Vysočina, okres Havlíčkův Brod
- Havlíčkův Brod (křiž. I/34)
- Český Dvůr
- Dolní Krupá (křiž. III/3442, III/3443, III/34410)
- Rozsochatec (křiž. III/34413, III/3468)
- Chotěboř (křiž. II/345, II/346, peáž s II/345)
- Libice nad Doubravou (křiž. III/34416)
- Hranice (křiž. III/34526)
- Jeníkovec (křiž. III/34427, III/34428, III/34522)
- Rušinov (křiž. III/34431)
- Hostětínky
- Modletín

### Pardubický kraj, okres Chrudim
- Lipka
- Horní Bradlo (křiž. II/343, III/34433, peáž s II/343)
- Javorné (křiž. III/34435)
- Hodonín (křiž. II/337, III/34436, III/33763)